# 本間ミサ
本間 ミサ（ほんま みさ・1992年〈平成4年〉11月23日 - ）は、日本のタレント、女優である。エイベックス所属当時、平山 美紗樹の芸名で球界初の売り子アイドルであるマリーンズカンパイガールズの一期生として活動し二期で卒業、卒業後はフリーの役者として舞台を中心に活動した。2023年5月「有限会社スターマンビジョン」所属を期に本間ミサに改名し第二章をスタートさせた。

## 経歴
2011年に秦建日子氏主催 演劇ワークショップ「TAKE1」八期生卒業公演『比翼の鳥/ファインディング・サトコ』のヒロイン洋子役として舞台デビューを果たし、その後も舞台の出演を中心に活動。
2015年からは、千葉ロッテマリーンズとエイベックスの共同プロジェクトである『マリーンズカンパイガールズ』の一期生メンバーとして、年間70試合以上の本拠地主催試合でビールの売り子として活動と、ライブ活動やCD発売、テレビや雑誌などのメディア出演など広く活動した。担当カラーは「赤」。翌2016年も引き続きマリーンズカンパイガールズを務めたが、同年11月23日に同グループからの卒業が発表され12月31日付をもって卒業。翌2017年からはフリーの舞台役者として活動を始める。
2019年12月、稽古中のアクシデントで足を骨折するも松葉杖をつき、舞台『RentaSanta!!』を初日から千秋楽まで演じ切る。
2020年2月には初の主演舞台『Angry12』が上演される。
2022年2月10日: マリーンズカンパイガールズのメンバーでもあり一緒にライブ出演などしている親友の岡田ちほと新曲「真冬に咲いた恋」をリリース。同12月17日と25日には、岡田と共に初の映像イベント『30CM THEATER』を開催。自主制作ドラマ「ふたりはなかよし」を限定公開。
2022年11月23日～25日には、秦組Vol.15「And so this is Xmas」（シアター・アルファ東京）に出演。コロナ禍で幾度も中止となった秦組の舞台に3年ぶりに出演し、初日の11月23日に30歳の誕生日を迎えた。また、ロビーに掲示された応援メッセージは出演者中で最も多く、ファンの期待の大きさがうかがえた。
2023年5月6日、有限会社スターマンビジョン所属を機に「本間 ミサ」に改名。同年7月『アイドルソロクイーンコンテスト』準決勝進出。また『ミスFLASH2024』候補生に選ばれファイナリスト15名の中に入ったが、グランプリ受賞はならなかった。

## 人物
- 愛称は「みーちゃん」「みー」「みさき」。但し秦組の舞台で共演していた鳳恵弥からは「みさきち」と呼ばれていた[10]。
- 特技はバトントワリングで学生時代には全国大会出場経験を持つ[7]。

## CDリリース作品

### マリーンズカンパイガールズ
1. カンパイ娘(2015年9月4日発売)
2. カンパイ応援歌(2016年3月25日発売)

### 岡田ちほ＆平山美紗樹
1. 真冬に咲いた恋 (feat. チョコミント)（2022年2月10日配信開始）

## 出演

### 舞台
- 秦建日子主催 演劇ワークショップ「TAKE1」八期生卒業公演『比翼の鳥/ファインディング・サトコ』 - ヒロイン洋子役(萬劇場)[3]
- 秦組公演vol.4「らん ～2011 new version～」 - お小夜役(前進座劇場)[11]
- 秦建日子主催 演劇ワークショップTAKE1 九期生 「地図」 - 原千恵役(上野ストアハウス)
- 秦建日子主催 演劇ワークショップ「TAKE1」九期生卒業公演『pain』 - 田中役(上野ストアハウス) 2012.3.14～3.18[12]
- 美内すずえプロデュース 劇団つきかげ プレ旗揚げ公演「女海賊ビアンカ」(AiiA theater tokyo)
- 「らん」スピンオフ公演『石影さま、京都行くってよ』 - おみつ役(小劇場B1)
- 「らん」スピンオフ公演『石影さま、京都行くってよ 青春爆裂編』 - おみつ役(下北沢「劇」小劇場)
- なるせゆうせいオリジナル作品 音楽劇「御手洗さん」 - リッチ役/一二三役(シアター代官山) 2017.4.5～4.9
- colorchild第20回本公演「ディアカウガール!」メインキャスト - サリー役(東京芸術劇場シアターウエスト)  2017.9.13～9.17[13]
- colorchild第21回本公演「みたび、オールディーズ」 - 天使役(中目黒キンケロ・シアター)  2017.11.22～11.28
- 秦組公演vol.9「らん」(全労済ホール/スペース・ゼロ)  2018.1.17～1.21[14]
- 秦組公演vol.10「ReBirth」(下北沢「劇」小劇場)   2018.8.8～8.14[15]
- 原作 内田康夫「靖国への帰還」雷電  (伝承ホール)  2018.10.4～10.8[16]
- 秦組公演vol.11「月の谷」「赤い石」(日暮里d-倉庫)  2019.2.6～2019.2.17[10]
- 「CHICACO」(ラゾーナ川崎プラザソル)  2019.10.22～2020.10.27[17]
- バッキャローシリーズ第6弾「星のバッキャロー！！」～東京タワーを造った男たちの物語(シアターグリーン BIG TREE THEATER)  2019.9.19～2019.9.24[18]
- 「Renta Santa!!」(築地ブティストホール)  2019.12.20～2020.12.25　（稽古中に足を骨折するも松葉杖をついての熱演）
- 初主演舞台「Angry12 2020」 - Amethyst・陪審員8号役 (DDD青山クロスシアター)  2020.2.19～2020.2.23 [5]
- バッキャローシリーズ第6弾「星のバッキャロー！！」～東京タワーを造った男たちの物語(シアターグリーン BIG TREE THEATER)  2020.3.25～2020.3.30
- 秦組公演vol.14「方舟」epidode2『9999の正義』(日暮里d-倉庫)  メイ・ウォン役 2021.2.6～2.14[注 2]
- 秦組公演Vol.15「And so this is Xmas」(シアター・アルファ東京)2022.11.23～2022.11.25